# Ericeia inangulata
Ericeia inangulata är en fjärilsart som beskrevs av Achille Guenée 1852. Ericeia inangulata ingår i släktet Ericeia och familjen nattflyn. Inga underarter finns listade i Catalogue of Life.

## Bildgalleri

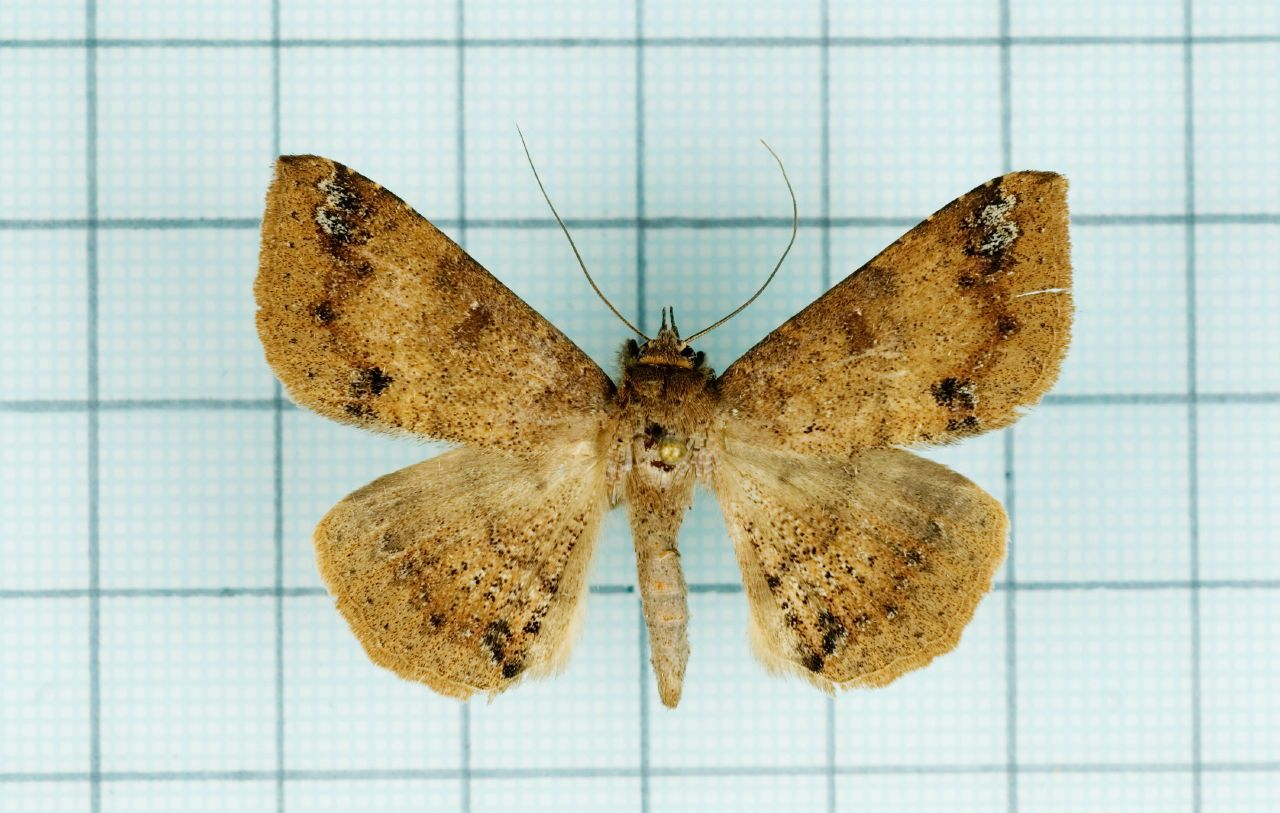
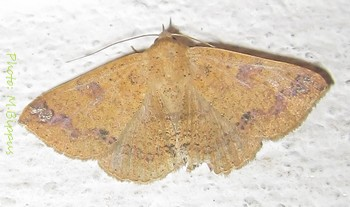
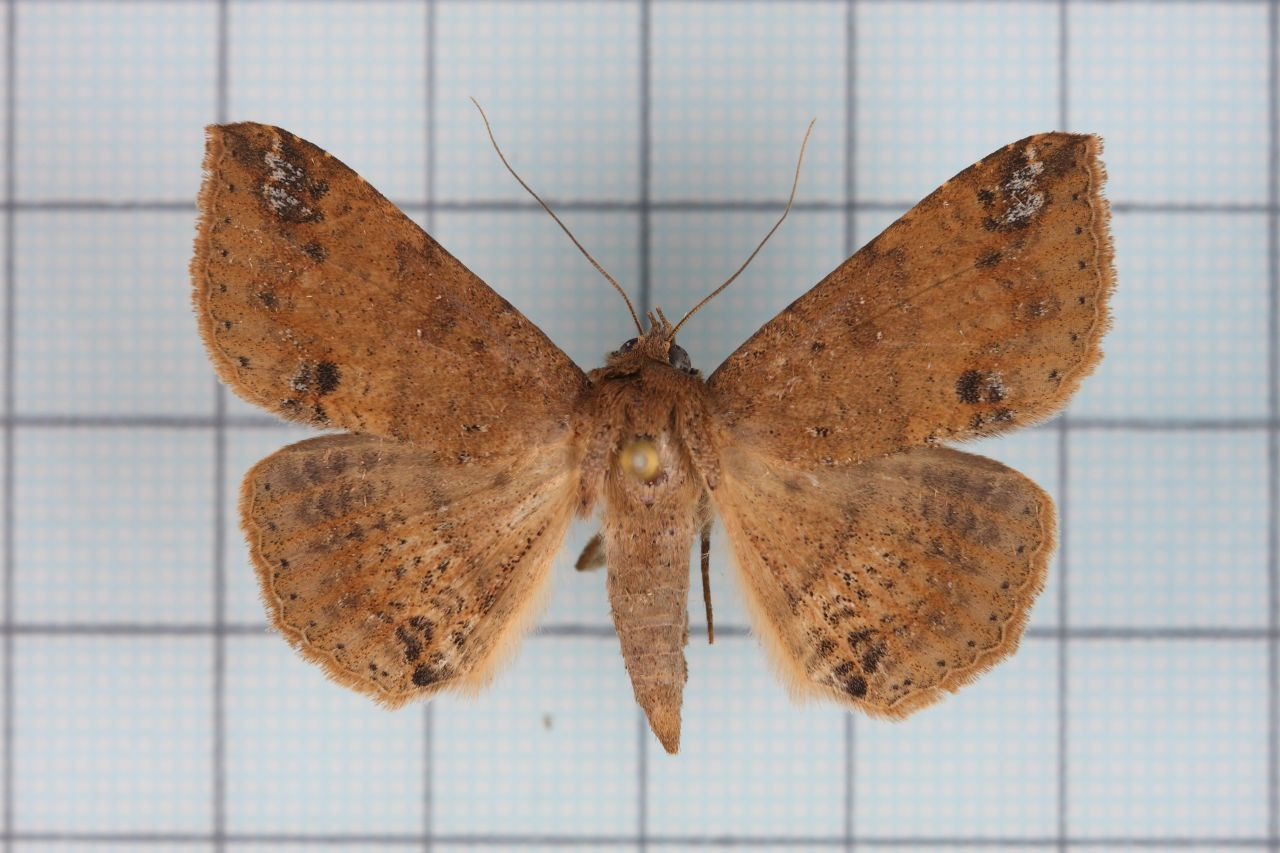